# Goula (Niger)
Goula ist ein Dorf und der Hauptort der Landgemeinde Bader Goula in Niger.

## Geographie
Goula ist der Hauptort der Landgemeinde Bader Goula, die zum Departement Dakoro in der Region Maradi gehört. Das von einem traditionellen Ortsvorsteher (chef traditionnel) geleitete Dorf befindet sich rund 125 Kilometer nördlich der Regionalhauptstadt Maradi. Es liegt auf einer Höhe von 405 m. Zu den Siedlungen in der näheren Umgebung von Goula zählt das rund 6 Kilometer entfernte Bader Tanko im Norden. Zwischen Goula und Bader Tanko erhebt sich der 387 m hohe Hügel Agalim Boraga.

## Geschichte
Das Dorf Goula wurde in der französischen Kolonialzeit als eine dem damaligen Nomadenlager Bader Tanko beigeordnete Sesshaftensiedlung gegründet. Aus dieser Verbindung entstand Bader Goula. Goula war als Stützpunkt für den Karawanenhandel zwischen dem Norden (mit den Städten Agadez und Bilma) und dem Süden (einschließlich Orten im Nachbarland Nigeria) angelegt. Entsprechend arbeiteten viele Einwohner von Goula als Kamelzüchter, Händler und Transporteure. Mit dem Bedeutungsverlust insbesondere der Salzkarawanen in der Sahara verschwanden die Kamelzüchter und Transporteure, während sich die Händler des Dorfes bei ihrer Warenpalette einschränkten.

## Bevölkerung
Bei der Volkszählung 2012 hatte Goula 2355 Einwohner, die in 345 Haushalten lebten. Bei der Volkszählung 2001 betrug die Einwohnerzahl 1424 in 190 Haushalten und bei der Volkszählung 1988 belief sich die Einwohnerzahl auf 1077 in 166 Haushalten.

## Wirtschaft und Infrastruktur
Mit einem Centre de Santé Intégré (CSI) ist ein Gesundheitszentrum im Dorf vorhanden. Der CEG Goula ist eine Schule der Sekundarstufe des Typs Collège d’Enseignement Général. Das nigrische Unterrichtsministerium richtete 1996 gemeinsam mit dem Welternährungsprogramm der Vereinten Nationen zahlreiche Schulkantinen in von Ernährungsunsicherheit betroffenen Zonen ein, darunter eine für Nomadenkinder in Goula. Im Ort wird eine Niederschlagsmessstation betrieben. Durch Goula verläuft die 145,6 Kilometer lange Landstraße RR4-003 zwischen Bader Tanko und Saé Saboua.